# Fritz Jungherr
Fritz Jungherr (* 8. Januar 1879 in Creuzburg; † 28. Februar 1948 in Bad Godesberg) war ein deutscher Jurist und Politiker.

## Leben
Als Sohn eines Amtsgerichtsrats geboren, studierte Jungherr Rechtswissenschaften in Jena, Berlin und München. Während seines Studiums wurde er 1898 Mitglied der Burschenschaft Teutonia Jena. 1902 wurde er zum Dr. jur. promoviert. Nach seinem Referendariat war er 1907 an der Großherzoglichen Bezirksdirektion in Weimar beschäftigt, dann 1908 als Magistratsassessor in Greifswald und Potsdam. 1911 wurde er Bezirkskommissar in Apolda, 1914 in Eisenach. 1915 wurde er Bürgermeister in Bentzin, später in Zawiercie. Am Ersten Weltkrieg nahm er teil, zuletzt als Unteroffizier. Er wurde mit dem Eisernen Kreuz II ausgezeichnet. 1918 wurde er Bezirkskommissar in Eisenach, dann in Weimar. 1919 wurde er Bezirksdirektor in Eisenach. 1924 bis 1945 war er Landrat im Landkreis Gera. 1928 wurde er Oberregierungsrat. Er war Mitglied im Bund Nationalsozialistischer Deutscher Juristen (BNSDJ) und Bezirksvorsitzender des Roten Kreuzes in Gera.

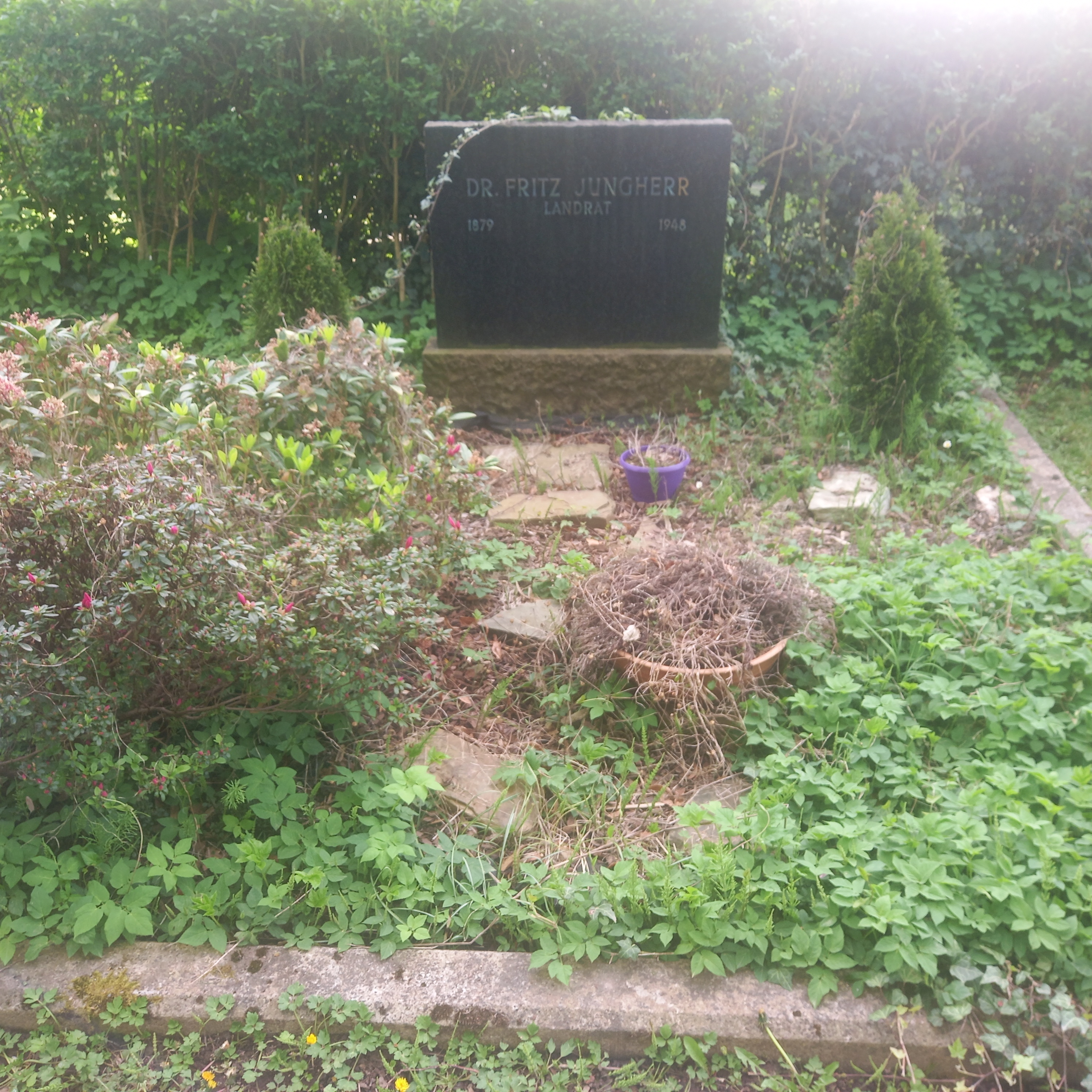
Das Grab von Fritz Jungherr auf dem Rüngsdorfer Friedhof in Bonn

## Veröffentlichungen
- Haften aus schuldlosem Handeln nach dem BGB. Dissertation Universität Jena 1902.